# La Séductrice (film, 1919)
Pour les articles homonymes, voir La Séductrice.
Pour plus de détails, voir Fiche technique et Distribution.
La Séductrice (titre original : A Little Brother of the Rich) est un film muet américain réalisé par Lynn Reynolds, sorti en 1919.

## Fiche technique
- Titre : La Séductrice
- Titre original : A Little Brother of the Rich
- Réalisation : Lynn Reynolds
- Scénario : Lynn Reynolds, d'après le roman de Joseph Medill Patterson
- Photographie : Phil Rosen
- Producteur :
- Société de production :  Universal Film Manufacturing Company
- Société de distribution :  Universal Film Manufacturing Company
- Pays de production :  États-Unis
- Langue : film muet avec les intertitres en anglais
- Métrage : 1 800 m (6 bobines)
- Format : Noir et blanc — 35 mm — 1,33:1 — Muet
- Genre : Film dramatique
- Durée : 60 minutes (1 h 0)
- Dates de sortie : 
  - États-Unis : 7 juillet 1919
  - France : 26 novembre 1920

## Distribution
- J. Barney Sherry : Henry Leamington
- Kathryn Adams : Sylvia Castle
- Frank Mayo : Paul Potter
- Lila Leslie : Muriel Evers
- John Gilbert : Carl Wilmerding
- Ruth Royce (en) : (non crédité)